# Braamshof
De Braamshof is een monumentale boerderij, daterend uit de 18e eeuw, aan de Gieterstraat 3 in de Drentse plaats Eext.

## Beschrijving
Het monumentale complex omvat een hallenboerderij uit de 18e eeuw, een schaapskooi en een erfinrichting met onder meer oude hoogstam fruitbomen. De boerderij ligt aan een brink aan de rand van het dorp, nabij de esgronden. De verbouwingen in de tweede helft van de 19e eeuw werden gedaan in een ambachtelijke traditionele stijl. Ook uit die tijd stamt het eclectisch vormgegeven voorhuis van de boerderij.
De entree van de woning bevindt zich aan de zuidzijde in het woonhuis naast het vroegere stalgedeelte. Rechts van de entree bevinden zich vier vensters. Zowel de vensters als de entree worden omlijst door stucwerk met een kuif als ornament. Aan de oostzijde van de woning zijn op de benedenverdieping gelijksoortige vensters aangebracht, twee grotere en een kleine. In de topgevel, die bekroond wordt door een schoorsteen, bevindt zich nog een vierde venster. Een tweede schoorsteen bevindt zich halverwege het woongedeelte. Het woonhuis heeft een dak met zwarte Tuiles du Nord pannen. Het vroegere stalgedeelte is gedekt met een rietdak.
De schaapskooi is eveneens gebouwd in een ambachtelijke traditionele stijl. Opvallend zijn de aangebrachte versieringen in het metselwerk. Op het erf bevinden zich aan de oostzijde hoogstam fruitbomen en enkele monumentale bomen, als een beuk en een geknotte linde.
Het complex is erkend als een provinciaal monument onder meer vanwege de cultuurhistorische-, architectuurhistorische- en stedenbouwkundige waarde. De boerderij toont op markant wijze de geschiedenis van het boerenbedrijf in een Drents brink- en esdorp, dat nauw verbonden is met de ontginningsgeschiedenis van de Drentse zandgronden. Ook de gaafheid, met name ook in relatie met de directe omgeving, en de relatieve zeldzaamheid speelden een rol bij de aanwijzing tot provinciaal monument.
De boerderij is genoemd naar de familie Albert Braams, die de boerderij aan het einde van de 19e eeuw en het begin van de 20e eeuw bewoonde. Daarna oefende de familie Wilms het boerenbedrijf tot eind jaren zestig van de 20e eeuw in de Braamshof uit. Later werd de boerderij verbouwd en in de tweede helft van de jaren negentig ingericht als kunstgalerij en atelier van beeldend kunstenaar Yvonne van de Weijer-Vlind.

## Gieterstraat
De Gieterstraat is de oude verbindingsweg met het nabijgelegen dorp Gieten. Door de aanleg van de N34 en de N33 is die verbinding afgesneden. Sinds 2011 is er langs deze weg weer een fietsverbinding met Gieten gerealiseerd door de aanleg van een viaduct over de N33 en een tunnel onder de N34.

## Zie ook

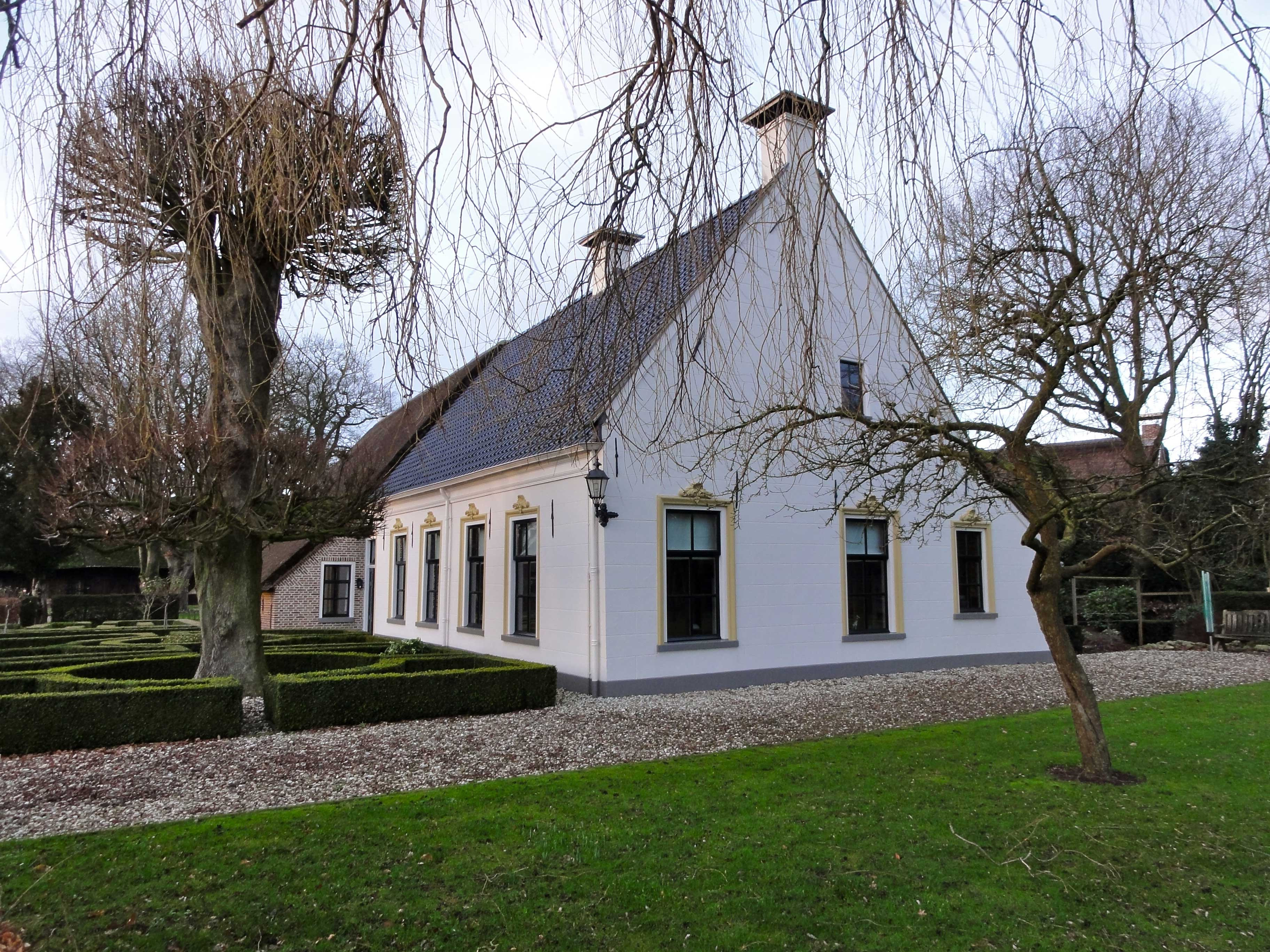
Voor- en zijaanzicht Braamshof
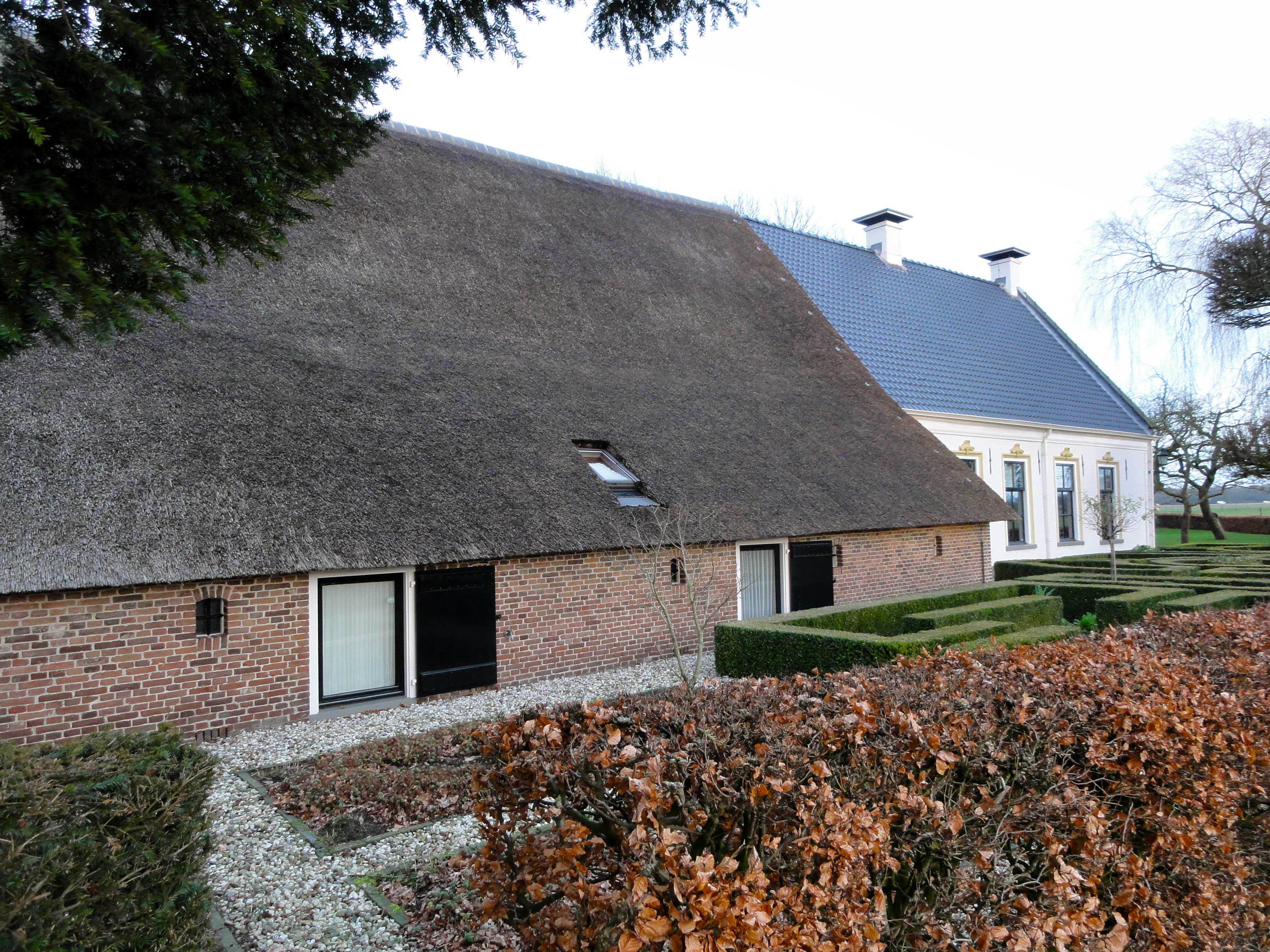
Zuidelijke gevel van de Braamshof
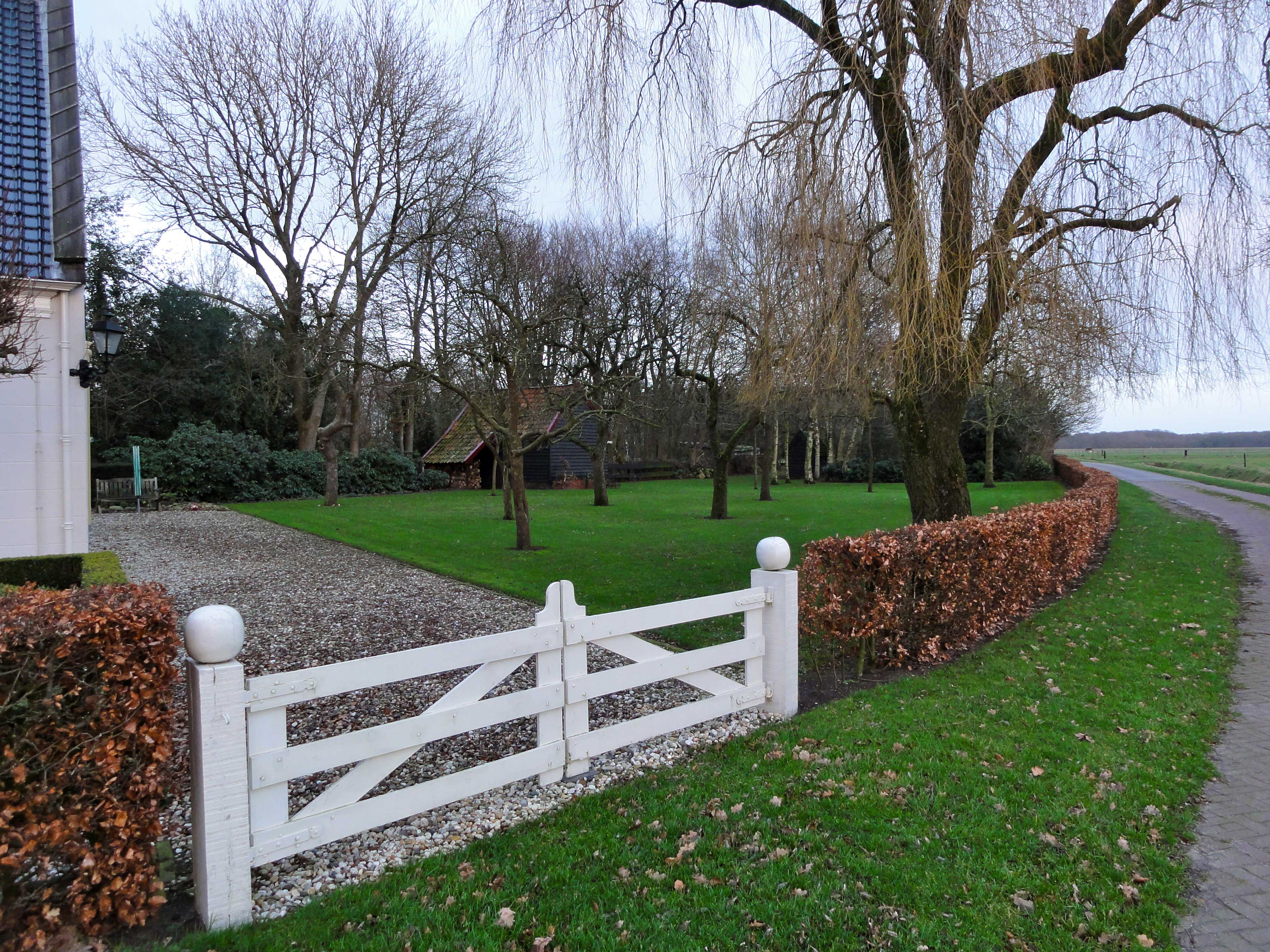
Erf met fruitbomen van de Braamshof
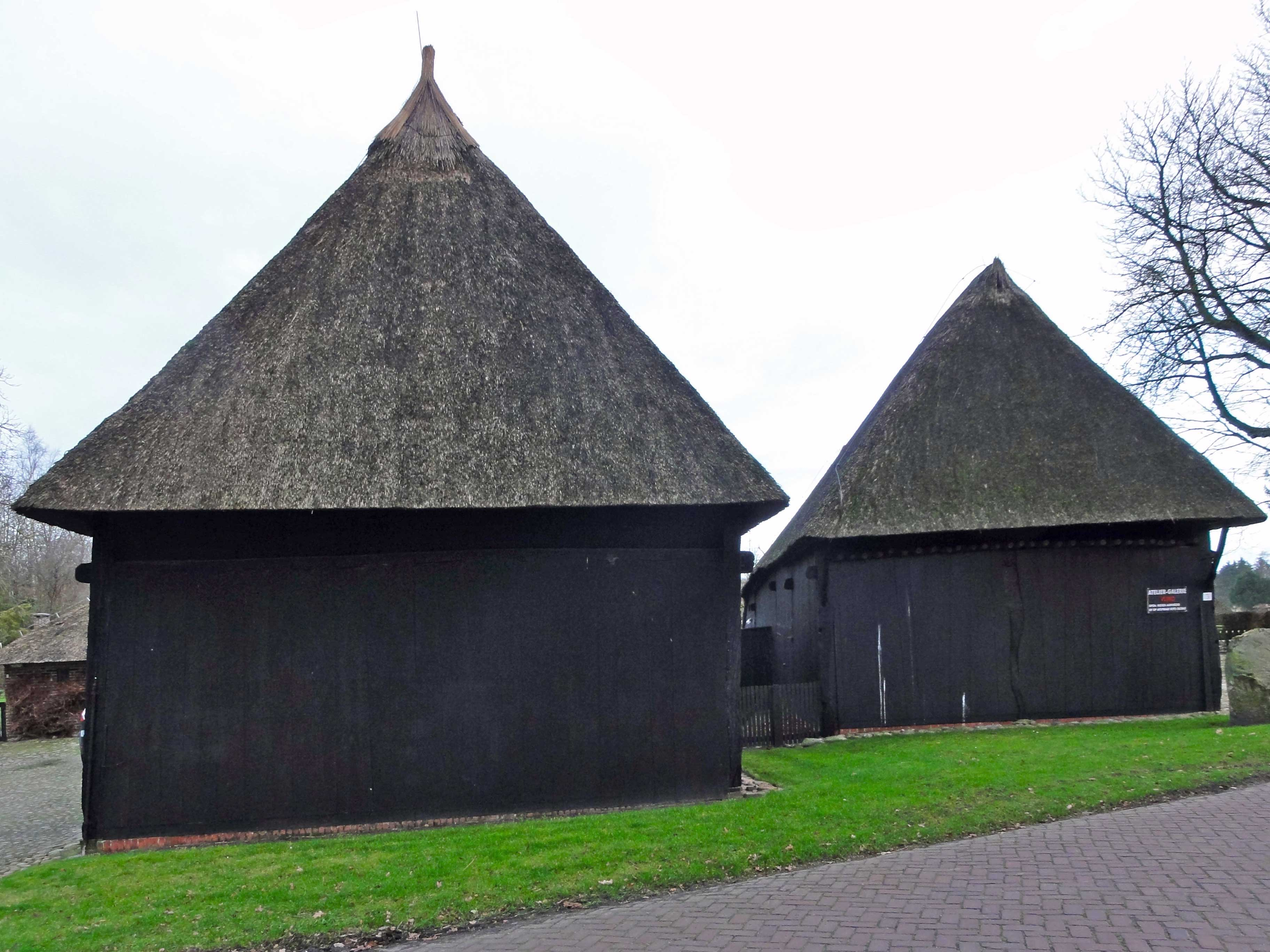
Schuren (links van het Boelenhoes en rechts van de Braamshof)
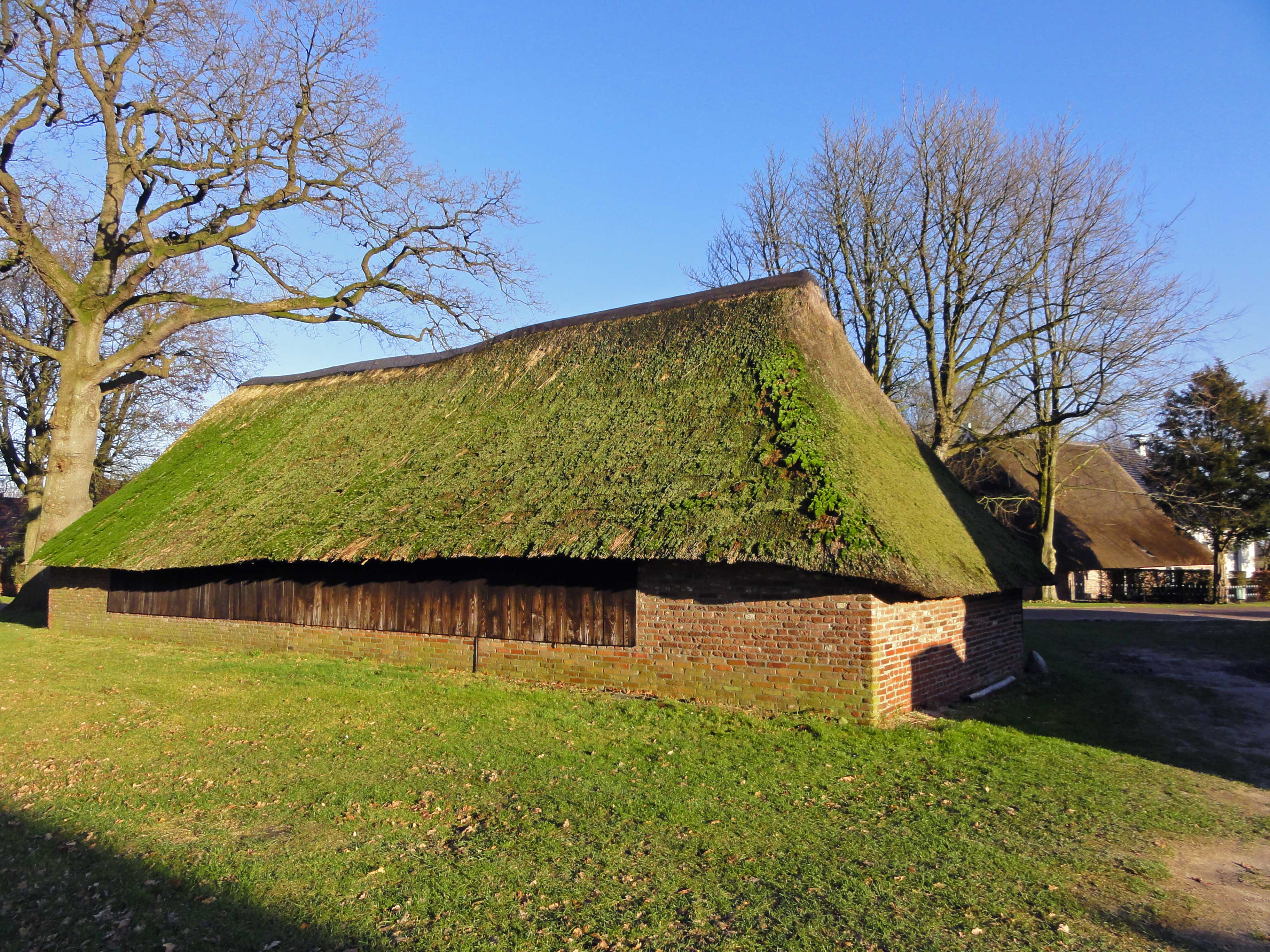
Schaapskooi (op de achtergrond de Braamshof)